# Achille Joseph Delamare
Achille Joseph, comte Delamare, né à Paris le 11 février 1790, et mort dans le 7e arrondissement de Paris le 8 mars 1873 est un militaire et homme politique français.

## Biographie
Achille Joseph Delamare est le fils de Mathurin Julien Delamarre, avocat au parlement de Paris, régisseur général de la Marine, et d'Anne Cécile Momet. Il est le neveu de Marie Anne Esther de La Marre, épouse d'Isaac Le Chapelier puis du comte Jacques-Joseph Corbière. 
Après avoir suivi sa scolarité au collège de Juilly, Delamarre suit la carrière militaire. Il sert comme lieutenant et aide de camp du maréchal Oudinot à la bataille de Wagram (1809), comme capitaine (1812) et reçoit la croix d'officier de la Légion d'honneur pendant la campagne de Saxe (1813). 
Rallié à la Restauration, comme Oudinot, il est fait chef d'escadron en septembre 1814 et sert dans le corps royal de l'état-major. En 1823, il est promu lieutenant-colonel. 
Charles X lui confère le titre de comte héréditaire par lettres patentes du 12 juillet 1830 et il est promu commandeur de la Légion d'honneur. 
Il reçoit également l'ordre de Saint-Louis, l'ordre du Mérite Militaire de Bavière, l'ordre de Saint-Ferdinand d'Espagne et la médaille de Sainte-Hélène.
Démissionnaire de l'armée en 1832, il s'occupe de l'amélioration de la race chevaline en dirigeant une écurie de course devenue célèbre.  
Dès 1835, il fait partie des premiers membres du Jockey Club de Paris, dont il sera le président de 1849 à 1853.  
Delamarre fut un grand propriétaire du département de l'Aisne : le 12 mars 1836, il achète, non loin de Laon, le château de Marchais avec un domaine de 1100 hectares. Il fait restaurer et réaménager le château, redessiner son parc à l'anglaise. 
Après y avoir fait d'importants travaux, il revend le domaine en 1854 à la princesse Antoinette de Monaco, née comtesse de Merode, épouse du prince Charles III de Monaco.
Un décret du 31 décembre 1852 l'appelle au Sénat impérial, où il siège dans les rangs de la majorité, sans interruption jusqu'à la chute du Second Empire, en septembre 1870. Il meurt deux ans plus tard, en son domicile parisien, 82 rue de Lille.

### Mariage et descendance
Achille Delamarre épouse en 1826 la fille du général-comte Edme Etienne Borne Desfourneaux, dont il n'a pas d'enfant, puis à Paris le 25 février 1830, Harriet ou Henriette Caulfield (petite-fille de Edward Crofton (en) ). De ce second mariage, est issu un fils :
- Henri Marie Hubert, comte Delamarre, officier d'état-major, officier de la Légion d'honneur, membre du Jockey-club, célibataire, né à Paris en 1839, mort à Paris 8e le 25 juin 1909.

## Distinctions
- Médaille de Sainte-Hélène (1857)
- Commandeur de la Légion d'honneur
- Chevalier de l'ordre royal et militaire de Saint-Louis

### Source
- « Achille Joseph Delamare », dans Adolphe Robert et Gaston Cougny, Dictionnaire des parlementaires français, Edgar Bourloton, 1889-1891 [détail de l’édition]